# Museum Vekemans
Het Museum Vekemans (voorheen: Wasch- en Strijkmuseum) is een museum in de plaats Boxtel in de Nederlandse provincie Noord-Brabant. 
Het museum werd in 1976 opgezet door Bernard Vekemans en de basis ervoor vormden stukken uit de verzameling van mevr. Bleeker-Schouten, die toen werden geveild. Het museum is gevestigd in een voormalige koffiebranderij uit 1872, die voor het doel gerestaureerd werd. In 2008 is het museum uitgebreid met een grote verzameling Brabantse hoofdtooien en klederdracht.

## Collectie
Het museum geeft een overzicht van de eeuwenoude geschiedenis van het wassen en strijken van textiel. In de Middeleeuwen brachten welvarende burgers hun wasgoed naar washuizen. Lang niet iedereen kon zich deze luxe veroorloven. Veel vrouwen wasten één keer per maand drie dagen achter elkaar. Dit zware werk gebeurde allemaal met de hand. Eerst werd een tobbe met water gevuld. Het wasgoed werd geweekt in zeepsop. Met een schuurborstel schrobde men de extra vuile was op een wasbord schoon. De vrouwen spoelden het wasgoed uit in vier tobbes. Vervolgens werd de was gebleekt, gedroogd en gestreken of gemangeld. Niet alleen op de schilderijen, prenten en tekeningen, maar ook aan de gebruiksvoorwerpen is te zien dat er tussen 1600 en 1820 vrijwel niets veranderd is in de leef- en werkomstandigheden. Vrouwen deden eeuwenlang op dezelfde wijze de was, maar droegen wel steeds andere kleding. 
De collectie omvat niet alleen kunstvoorwerpen zoals schilderijen, beelden en drukwerk die op dit onderwerp betrekking hebben, maar ook een verzameling van 1200 strijkbouten die dateren vanaf het jaar 1700.
Bernard Vekemans nam in 2007 de gehele collectie (met al het documentatiemateriaal) van Ans van den Bosch-Van Dillen uit Vught over. Vanaf 2008 is deze toonaangevende collectie, bestaande uit Brabantse poffers, mutsen en klederdrachten uit de 19e en 20e eeuw in het museum te zien. Het gaat om zogenaamde 'boerendracht', want burgervrouwen droegen geen poffer of muts.